# Simhopp vid olympiska sommarspelen för ungdomar 2010
Simhopp vid olympiska sommarspelen för ungdomar 2010 i Singapore avgjordes mellan 21 och 24 augusti i Toa Payoh Swimming Complex.

## Medaljfördelning
| Klass                | Guld         | Silver               | Brons                    |
| -------------------- | ------------ | -------------------- | ------------------------ |
| Herrar 3 meter svikt | Qiu Bo CHN   | Oleksandr Bondar UKR | Michael Hixon USA        |
| Herrar 10 meter      | Qiu Bo CHN   | Oleksandr Bondar UKR | Iván García MEX          |
| Damer 3 meter svikt  | Liu Jiao CHN | Pandelela Pamg MAS   | Viktorija Potjechina UKR |
| Damer 10 meter       | Liu Jiao CHN | Pandelela Pamg MAS   | Sin Yi Hyang PRK         |